# Prosopocoilus modestus modestus
Prosopocoilus modestus modestus es una subespecie de coleóptero de la familia Lucanidae.

## Distribución geográfica
Habita en Etiopía.